# Eres mío
"'Eres mío"' es una canción interpretada por la cantante mexicana Thalía. Fue lanzada por Sony Music como el quinto sencillo de su decimocuarto álbum de estudio Desamorfosis (2020).

## Vídeo musical
Fue dirigido por su productor musical Estefano y su esposo Tommy Mottola y lanzado posteriormente en su canal oficial en YouTube el mismo día de su lanzamiento. En sus primeros día obtuvo más de 63 mil reproducciones. Tuvo como invitado al influencer de redes sociales Gil Croes.

### Trama
En el videoclip se puede ver a la cantante, con una camiseta rosa con detalles lenceros y un pantalón gris, quien solo al despertar ya se “conecta” con su novio a través de su celular.

## Posicionamiento en listas

### Listas semanales
| Listas (2021)                             | Posición máxima |
| ----------------------------------------- | --------------- |
| Argentina (Top 100 Digital)               | 56              |
| España (Los 40)                           | 1               |
| Estados Unidos (Latin Airplay)            | 45              |
| México (Spotify Charts)                   | 181             |
| México (Top 100 Digital)                  | 58              |
| Perú Pop (Monitor Latino)                 | 16              |
| República Dominicana Pop (Monitor Latino) | 20              |
| Puerto Rico Pop (Monitor Latino)          | 15              |

## Historial de lanzamiento
| Región | Fecha               | Formato                     | Discográfica      | Ref.  |
| ------ | ------------------- | --------------------------- | ----------------- | ----- |
| México | 13 de junio de 2021 | Descarga digital, Streaming | Sony Music Latino | [ 9 ] |